# Roning under sommer-OL 2020 – Dobbeltfirer (damer)
Damernes roning i dobbeltfirer under Sommer-OL 2020 fandt sted den 23. juli - 28. juli 2021 i Sea Forest Waterway, der ligger i Tokyo Bay zonen. 40 roere fra 10 nationer deltog.

## Format
Der er i alt kvalificeret 10 mandskaber til konkurrencen, der bliver indledt med to indledende heats med fem mandskaber i hvert heat. De to bedste mandskaber fra hvert heat går til finalen mens de resterende går til ét opsamlingsheat. I opsamlingsheatet går de to bedste mandskaber videre til finalen, mens de resterende fire mandskaber kommer i B finalen og ror om pladserne 7 – 10.

## Kvalifikation
Hver NOC kan kvalificere én båd i klassen.a
| Kvalifikation                            | Dato                           | Vært    | Pladser | Kvalificeret                                                                     |
| ---------------------------------------- | ------------------------------ | ------- | ------- | -------------------------------------------------------------------------------- |
| VM i roning 2019                         | 25. august – 1. september 2019 | Østrig  | 8       | Holland · Kina · Polen · Tyskland · Storbritannien · New Zealand · USA · Italien |
| Afsluttende Kvalifikationsturnering 2020 | 17.–19. maj 2020               | Schweiz | 2       |                                                                                  |
| Total                                    |                                |         | 10      |                                                                                  |

## Tidsplan
Nedenstående tabel viser tidsplanen for afvikling af konkurrencen:
| Dato     | Tid   | Runde          |
| -------- | ----- | -------------- |
| 24. juli | 11:50 | Heat 1         |
| 24. juli | 12:00 | Heat 2         |
| 26. juli | 10:20 | Opsamlingsheat |
| 28. juli | 09:40 | B Finale       |
| 28. juli | 10:02 | Finale         |

## Resultater

### Heats
De første to i hvert heat kvalificeret sig til finalen, mens resten gik til opsamlingsheatet.

#### Heat 1
| Placering | Roere                                                                     | Nation         | Tid     | Note |
| --------- | ------------------------------------------------------------------------- | -------------- | ------- | ---- |
| 1         | Daniela Schultze Franziska Kampmann Carlotta Nwajide Frieda Hammerling    | Tyskland       | 6.18,22 | Q    |
| 2         | Laila Yuussifou Inge Janssen Olivia van Rooijden Nicole Beukers           | Holland        | 6.19,36 | Q    |
| 3         | Hannah Scott Mathilda Hodgkins Byrne Charlotte Hodgkins Byrne Lucy Glover | Storbritannien | 6.20,80 | R    |
| 4         | Georgia Nugent-Oleary Ruby Tew Eve Macfarlane Olivia Loe                  | New Zealand    | 6.25,23 | R    |
| 5         | Cicley Madden Alison Rusher Meghan Oleary Ellen Tomek                     | USA            | 6.34,36 | R    |

#### Heat 2
| Placering | Roere                                                                   | Nation     | Tid     | Note |
| --------- | ----------------------------------------------------------------------- | ---------- | ------- | ---- |
| 1         | Yunxia Chen Ling Zhang Yang Lyu Xiaolong Cui                            | Kina       | 6.14,32 | Q    |
| 2         | Agnieszka Kobus-Zawojska Marta Wielizko Maria Sajdak Katarzyna Zillmann | Polen      | 6.18,62 | Q    |
| 3         | Valentina Iseppi Alessandra Montesano Veronica Lisi Stefania Gobbi      | Italien    | 6.20,45 | R    |
| 4         | Ria Thompson Rowena Meredith Harriet Hudson Caitlin Gronin              | Australien | 6.26,21 | R    |
| 5         | Violaine Aernoudts Margaux Bailleul Marie Jacquet Emma Lunatti          | Frankrig   | 6.33,64 | R    |

### Opsamlingsheat
| Placering | Bane | Roere                                                                     | Nation         | Tid     | Note |
| --------- | ---- | ------------------------------------------------------------------------- | -------------- | ------- | ---- |
| 1         | 2    | Ria Thompson Rowena Meredith Harriet Hudson Caitlin Cronin                | Australien     | 6:36.67 | FA   |
| 2         | 3    | Valentina Iseppi Alessandra Montesano Veronica Lisi Stefania Gobbi        | Italien        | 6:37.44 | FA   |
| 3         | 5    | Georgia Nugent-O'Leary Ruby Tew Eve MacFarlane Olivia Loe                 | New Zealand    | 6:39.91 | FB   |
| 4         | 4    | Hannah Scott Mathilda Hodgkins-Byrne Charlotte Hodgkins-Byrne Lucy Glover | Storbritannien | 6:42.97 | FB   |
| 5         | 6    | Violaine Aernoudts Margaux Bailleul Marie Jacquet Emma Lunatti            | Frankrig       | 6:47.41 | FB   |
| 6         | 1    | Cicely Madden Alison Rusher Meghan O'Leary Ellen Tomek                    | USA            | 6:50.74 | FB   |

### Finaler

#### Finale B
| Placering | Bane | Roere                                                                     | Nation         | Tid     | Note |
| --------- | ---- | ------------------------------------------------------------------------- | -------------- | ------- | ---- |
| 7         | 2    | Hannah Scott Mathilda Hodgkins-Byrne Charlotte Hodgkins-Byrne Lucy Glover | Storbritannien | 6:25.14 |      |
| 8         | 3    | Georgia Nugent-O'Leary Ruby Tew Eve MacFarlane Olivia Loe                 | New Zealand    | 6:29.00 |      |
| 9         | 4    | Violaine Aernoudts Margaux Bailleul Marie Jacquet Emma Lunatti            | Frankrig       | 6:29.70 |      |
| 10        | 1    | Cicely Madden Alison Rusher Meghan O'Leary Ellen Tomek                    | USA            | 6:30.03 |      |

#### Finale A
| Placering                        | Bane | Roere                                                                  | Nation     | Tid     | Note |
| -------------------------------- | ---- | ---------------------------------------------------------------------- | ---------- | ------- | ---- |
| 1                                | 3    | Chen Yunxia Zhang Ling Lü Yang Cui Xiaotong                            | Kina       | 6:05.13 | WB   |
| 2. plads, sølvmedaljemodtager(e) | 5    | Agnieszka Kobus Marta Wieliczko Maria Sajdak Katarzyna Zillmann        | Polen      | 6:11.36 |      |
| 3                                | 6    | Ria Thompson Rowena Meredith Harriet Hudson Caitlin Cronin             | Australien | 6:12.08 |      |
| 4                                | 1    | Valentina Iseppi Alessandra Montesano Veronica Lisi Stefania Gobbi     | Italien    | 6:13.33 |      |
| 5                                | 4    | Daniela Schultze Franziska Kampmann Carlotta Nwajide Frieda Hämmerling | Tyskland   | 6:13.41 |      |
| 6                                | 2    | Laila Youssifou Inge Janssen Olivia van Rooijen Nicole Beukers         | Holland    | 6:15.75 |      |